# Comunidad de San Juan el Divino
La Comunidad de San Juan el Divino (en inglés Community of St. John the Divine, CSJD) es una orden religiosa anglicana de monjas fundada en Londres en 1848. La comunidad, ahora con sede en Alum Rock, Birmingham, Inglaterra, se creó originalmente con la misión de trabajar como enfermeras, y sigue participando en las áreas de salud y cuidado pastoral. La comunidad cuenta también con casas de retiro. La autora Jennifer Worth escribió sobre su trabajo a finales de la década de 1950 en su trilogía Call the Midwife (en español ¡Llama a la comadrona!), adaptada a una serie de televisión por la BBC, donde se denomina a la congregación «Orden de San Ramón Nonato».